# 5e Régiment étranger
Il 5º Reggimento straniero  (in francese: 5e Régiment étranger-5 RE), soprannominato "Reggimento del Tonchino", è un reggimento della Legione straniera francese creato nel 1930. Attualmente è di stanza a Mayotte. La sua storia è segnata dalla partecipazione alla seconda guerra mondiale e dai conflitti in Indocina e Algeria.

## Storia
Presente a Mayotte sotto diverse forme e nomi dal 1967, il 5° Reggimento straniero è stato istituito con il suo nome attuale a Dzaoudzi il 1° aprile 1976. Composto da una compagnia di comando e logistica permanente e da una compagnia di fanteria in missioni di breve durata, conta ora circa 300 uomini tra le sue file.
Posto sotto il comando operativo delle Forze armate della zona dell'Oceano Indiano meridionale (FAZSOI), il cui quartier generale si trova a Saint-Denis, nella Riunione, il 5RE conduce un'ampia varietà di missioni, molte delle quali sono legate alla posizione strategica del distaccamento nel Canale del Mozambico.
Il Reggimento è stato ricreato il 1 giugno 2024 del distaccamento della Legione straniera di Mayotte (DLEM). Ricevette la sua bandiera il 7 settembre 2024 durante una cerimonia a Labattoir.

## ll Reggimento
Il Reggimento comprende:
- una Compagnia di comando e logistica permanente,
- una Compagnia di fanteria con personale impegnato in missioni di breve durata.

Il 5° RE arma anche un distaccamento permanente sulle isole Gloriose.